# Вилла Бадоэр
Вилла Бадоэр, Ла Бадоэра (итал. Villa Badoèr, detta La Badoèra) — одна из загородных вилл, построенных по проекту выдающегося архитектора Андреа Палладио во Фратта-Полезине, провинция Ровиго, венецианской Террафермы. Спроектирована в 1554—1555 годах и построена в 1556—1563 годах по заказу Франческо Бадоэра.
В 1960-х годах здание перешло в ведомство Института Вилл Венето, затем провинции Ровиго и было полностью отреставрировано. С 1996 года вилла вместе с другими постройками Палладио включена в список Всемирного наследия ЮНЕСКО «Города Виченца и Палладиевых вилл Венето».
В северной части виллы с 2009 года находится Национальный археологический музей Фратта-Полезине.

## История
Вилла была заказана в 1554 году «Великолепным синьором Франческо Бадоэро», потомком знатной семьи Серениссимы (поэтическое прозвание Венеции), который после союза с семьёй Лоредан и последующего брака с дочерью Франческо Лоредана унаследовал большое поместье Веспара недалеко от Фратта-Полезине. После поражения Венеции в 1509 году в войне Камбрейской лиги венецианская аристократия стала активно осваивать «твёрдые земли» (Террафермы) на материке. Франческо Бадоэр приступил к мелиорации своих земель, ведению сельского хозяйства, начал строительство виллы и хозяйственных корпусов. Главное здание было построено на фундаменте разрушенного средневекового замка.
Наличие союзного герба двух семей на тимпане фронтона виллы свидетельствует о том, что источником строительства усадьбы стало соединение семей Бадоэр и Лоредан.

## Архитектура

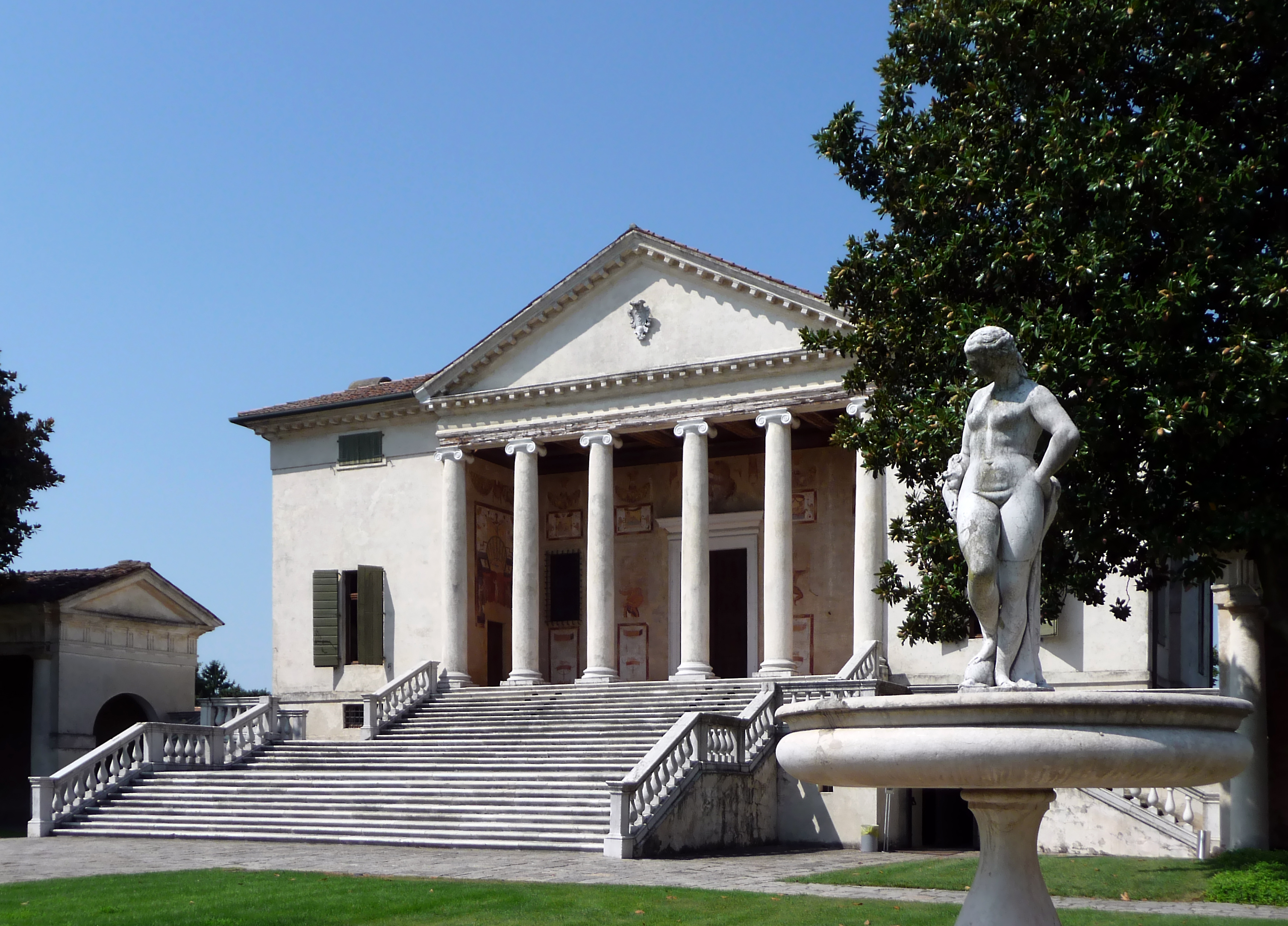
Общий вид

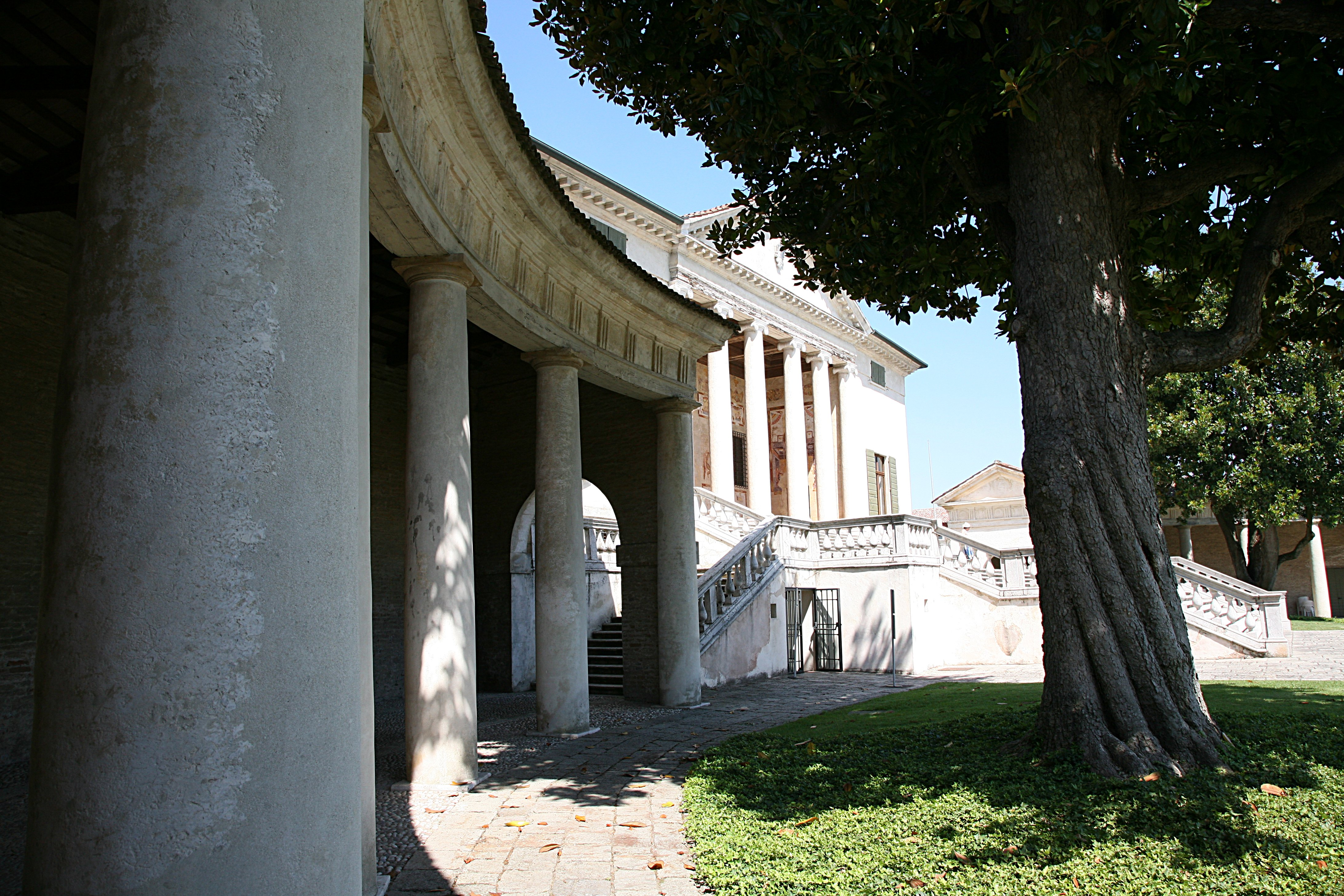
Одна из двух боковых галерей

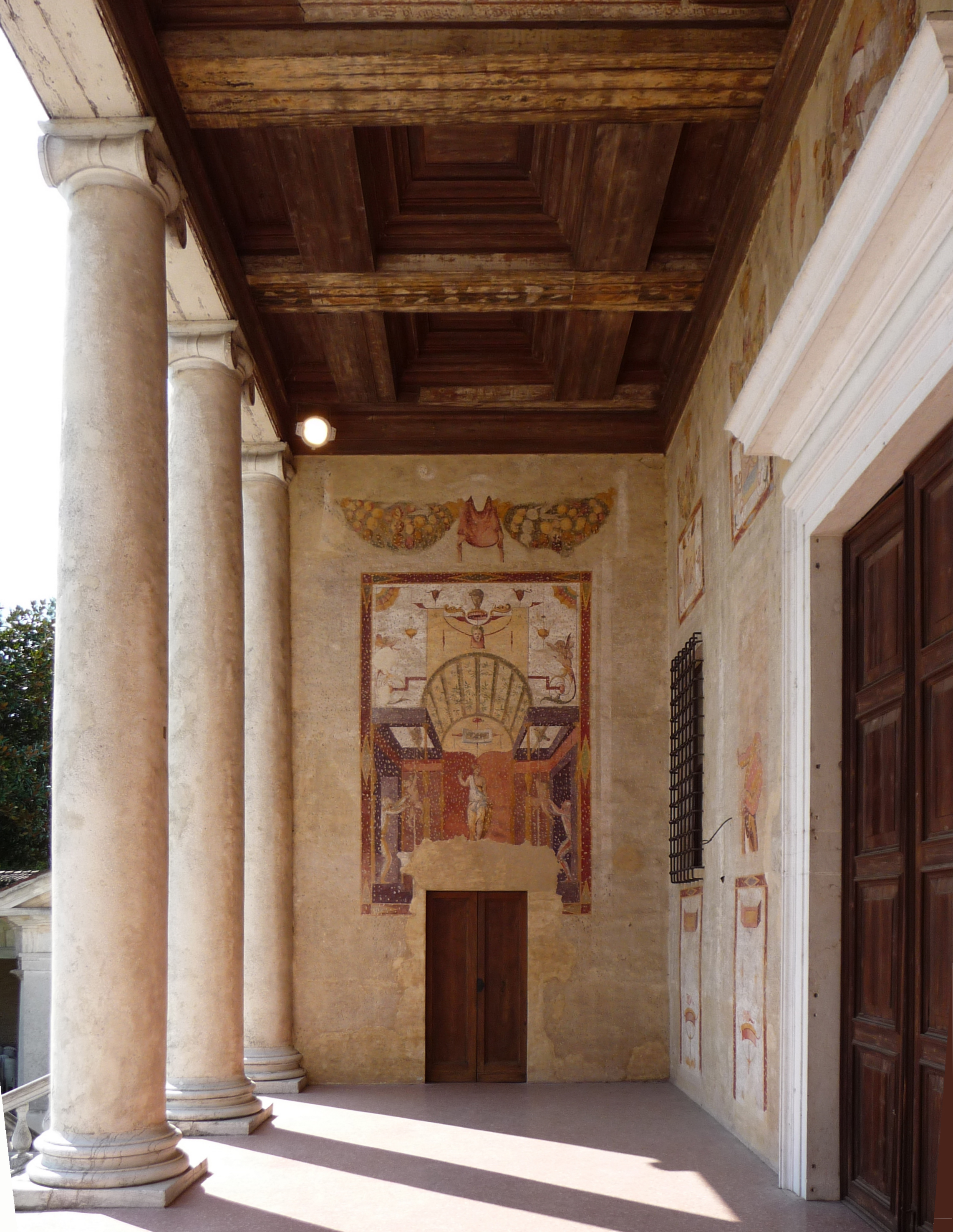
Росписи пронаоса (центрального портика)

В 1570 году Андреа Палладио опубликовал план и ортогональ виллы Бадоэр в своём трактате «Четыре книги об архитектуре» (I Quattro Libri dell’Architettura) с аннотацией:

 Всё здание возведено на пьедестале высотой в пять футов: на этой высоте находится пол комнат: все они хорошо освещены и украшены гротескными изображениями прекрасного изобретения Джалло Фьорентино. Наверху дома зернохранилище, а внизу кухня, подвалы и другие помещения, имеющие отношение к удобству. Колонны лоджии ионические, карниз окружает весь дом. Фронтон над лоджиями создаёт прекрасный вид: он делает среднюю часть более заметной, чем боковые. Затем, спустившись на этаж, вы найдете места для мастерских, конюшен и других подсобных помещений (Книга II, с. 48)
Центральный портик виллы оформлен шестью колоннами ионического ордера. Это первая вилла, в которой падуанский архитектор в полной мере использовал тип греческого пронаоса с треугольным фронтоном в центре главного фасада. В то же время композиционная схема типична для вилл Палладио, а центральная часть схожа с другой постройкой Палладио — Виллой Эмо (1558—1559), однако Вилла Бадоэр более помпезна по причине развитой композиции колонного портика. Боковые флигели в виде крытых лоджий сделаны полукруглыми, как определял сам Палладио, «наподобие рук простираются по полукругу, словно обнимают тех, кто приближается к дому».
Утилитарная функция их проста — заслонить конюшни и другие хозяйственные пристройки, но они необычным образом отделены от центрального корпуса, поэтому Дж. Вазари назвал их «фантастическими». Не случайно композиционным прообразом виллы, также как Виллы Эмо, Виллы Барбаро и многих других построек Палладио, являются большие римские ренессансные загородные резиденции (лат. Villa Suburbana), такие как вилла Джулия (построенная в 1550—1555 годах Джакомо да Виньолой и Бартоломео Амманати для папы Юлия III).
Вероятно, в результате использования фундамента средневекового замка вилла возвышается на высоком подиуме, чем напоминает виллу Медичи в Поджо-а-Кайано (1485—1492) работы Джулиано да Сангалло. Строительство на старом фундаменте сэкономило деньги и придало зданию торжественный вид. Но эта особенность вызвала необходимость в устройстве сложной лестницы из нескольких маршей, главного и двух боковых, ведущих к парадному входу. В результате ансамбль напоминает античный террасный храм во вкусе Палладио, который был убеждён, что именно такими были жилые дома древних греков и лишь позднее их архитектура была перенесена на храмы. Отсутствие декора, простота всей постройки соответствовали характеру сельской местности.
Знаток творчества Палладио, архитектор О. И. Гурьев дал Вилле Бадоэр следующую исчерпывающую характеристику:

Особую прелесть вилле Бадоэро в Полезине придают изогнутые по дуге колоннады хозяйственных построек, расположение главного здания на возвышении и парадно решённая лестница перед ним. Портик этой виллы является ярким примером отхода автора от норм и правил для осуществления определённого художественного замысла. В нём каноничны лишь интерколумнии. Высота колонн существенно увеличена, изменено отношение высот колонн и антаблемента. В результате шестиколонный ионический портик приобрёл отношения 3:2 вместо 5:3, как было бы при соблюдении правил. Гармонизация его осуществляется отношениями 3:2 и 11:6… Соотношения 3:2 и 11:6 характеризуют также боковые поля фасада и звено дорической колоннады хозяйственных построек. Здание и центральная часть парадного двора в плане имеют пропорции 3:2… Композиция фасада подчинена закону центральной симметрии
Центральный корпус виллы (не считая наружных лестниц) точно вписывается в квадрат, на чём всегда настаивал Палладио. Планы отдельных комнат пропорционированы в один, полтора и два квадрата (Палладио использовал только кратные отношения). О. И. Гурьев также подчёркивал, что, не упоминая о «золотом сечении», но следуя «правилу подобных прямоугольников и кубов», и выстраивая их на параллельных либо перпендикулярных диагоналях, Палладио устанавливал отношения величин, которые определяются членами ряда Фибоначчи или родственны им: 9:5 есть утроенное отношение 3:5, а 3:1 — удвоенное отношение 3:2, и т. д. На Вилле Бадоэр пропорции планов внутренних помещений определяются отношениями 3:2, 3:1, 1:2 и 3:5.

## Интерьер
Главный зал сохранил своё фресковое оформление. Все комнаты покрыты плоскими потолками, а стены расписаны живописцем Джалло Фьорентино («Жёлтый флорентиец»): композициями с использованием мифологических персонажей и аллегорических фигур, а также гротесков, цветочных гирлянд, трав и фруктов, изысканно утонченных по рисунку и технике выполнения. Считается, что композиции росписей символизируют узы дружбы между семьями Бадоэр и Лоредан, в частности между Франческо Бадоэром и Джорджио Лоредан.
Сам Палладио называл эти фрески «гротесками прекрасного изобретения» (grottesche di bellissima Inventione). О личности художника ничего не известно. Идентификация его как Якопо Джалло, флорентийского миниатюриста, работавшего в Венеции, была устранена после того, как Лионелло Пуппи обнаружил в архиве, что Якопо Джалло умер к 1545 году, за тринадцать лет до того, как вилла была построена. Вместо этого исследователь предложил некоего фрескового художника Джалло Фиорентино, помощника Джузеппе Сальвиати для наружных фресок в Палаццо Лоредан в Венеции. Недавние исследования Антонелло Наве склонны отождествлять его с флорентийским художником Пьером Франческо ди Якопо Фоски.

## Росписи интерьеров

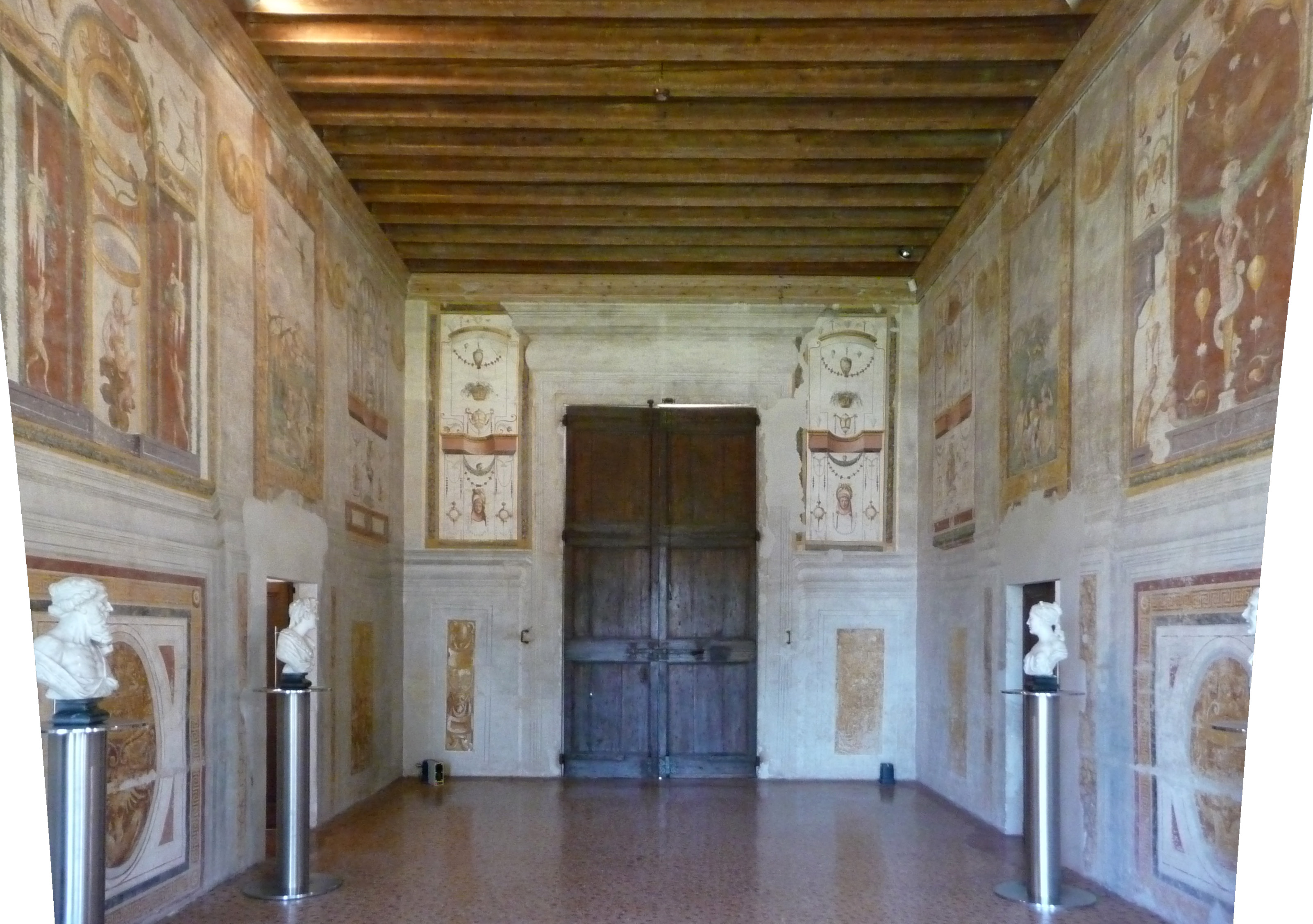
Центральный зал
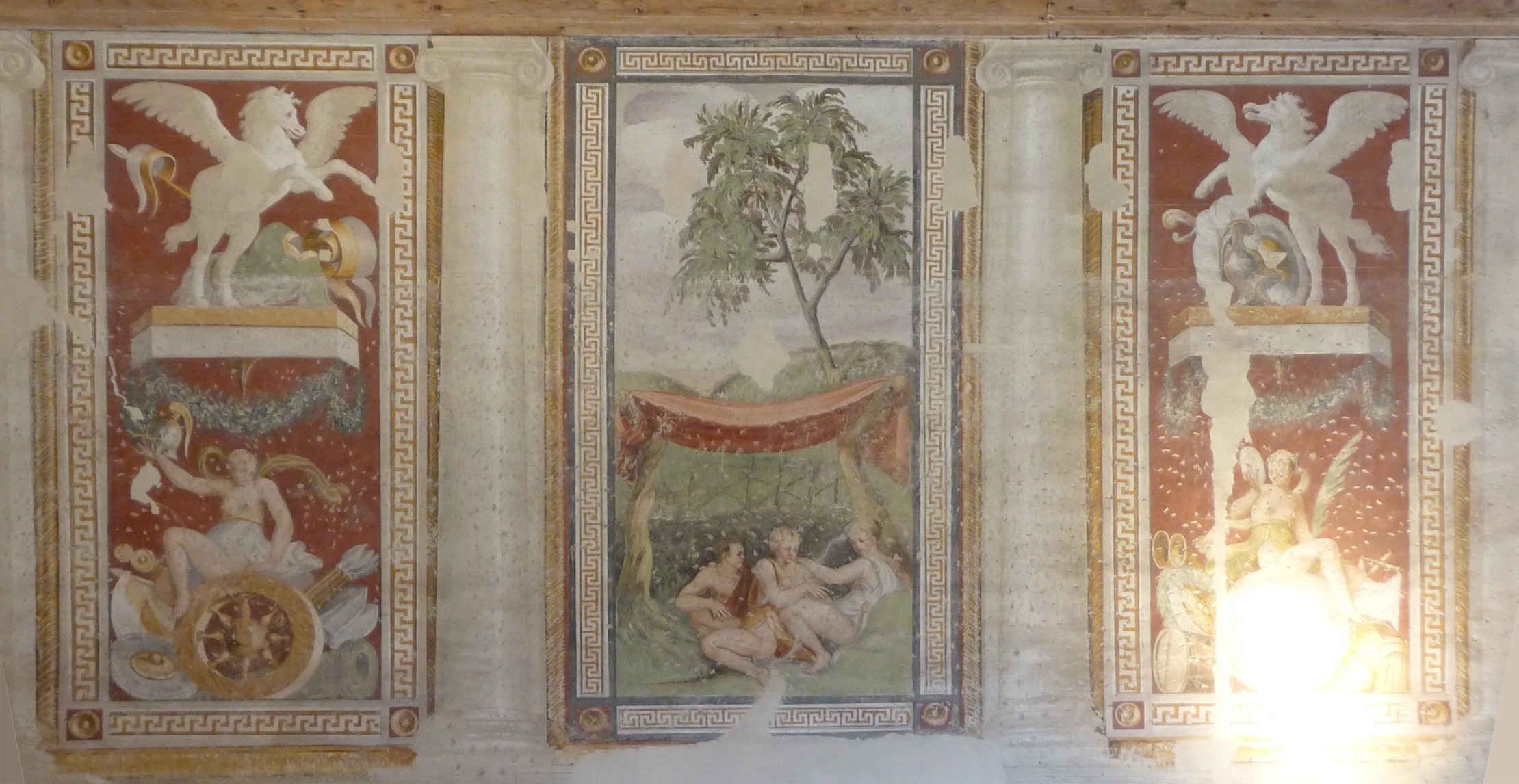
Деталь росписей
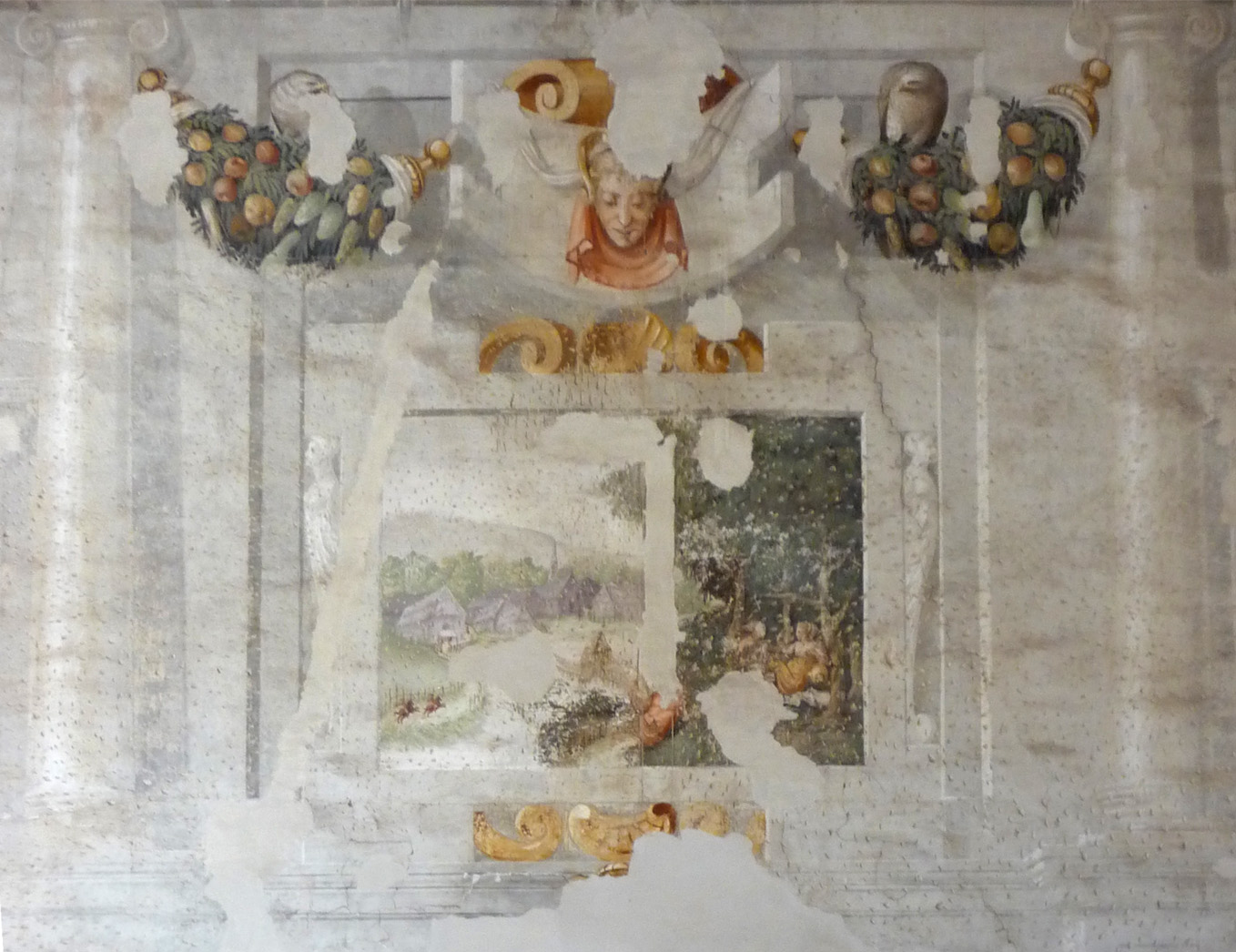
Сохранившиеся фрагменты
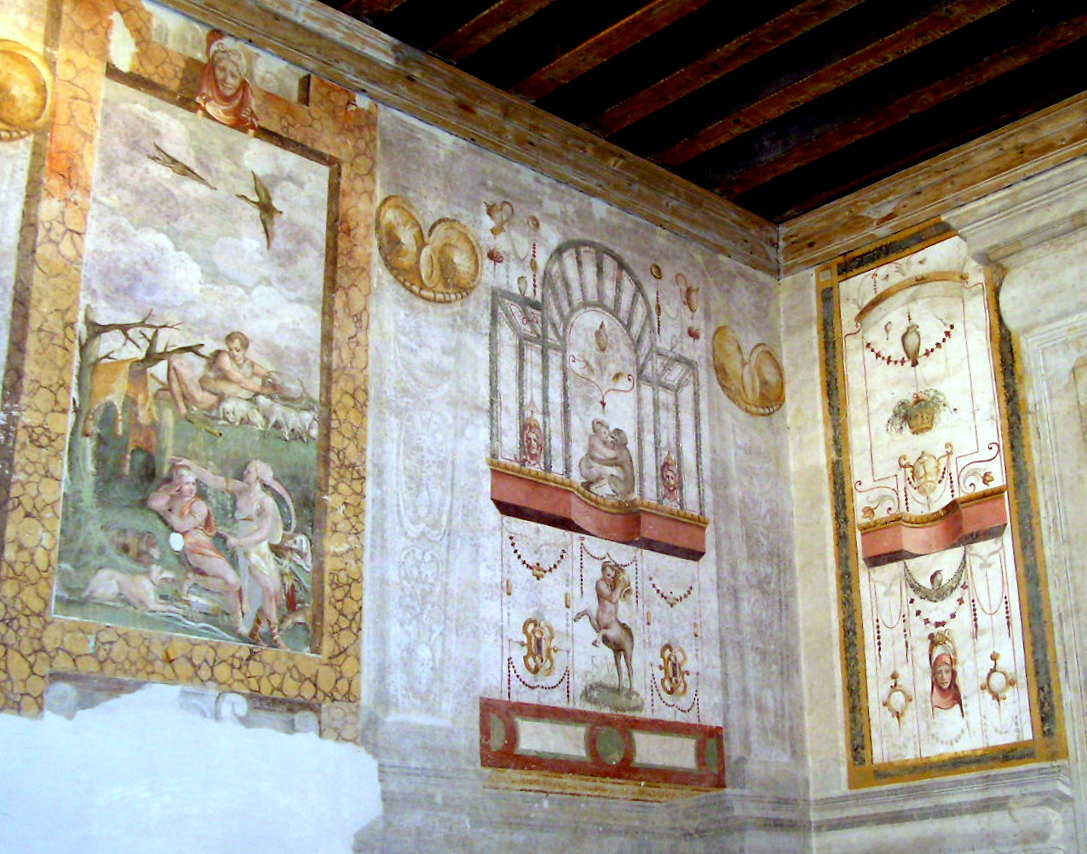
Гротески
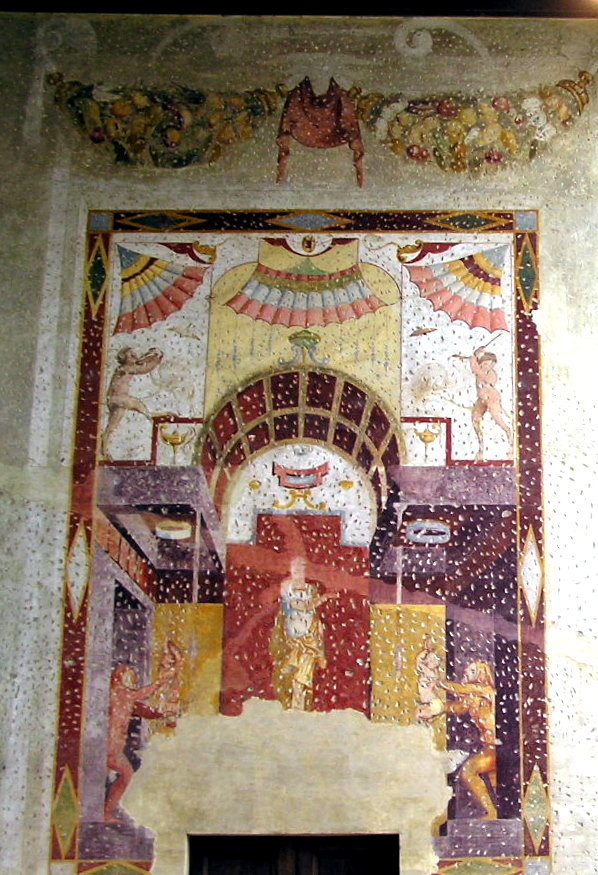
Гротески с фигурами
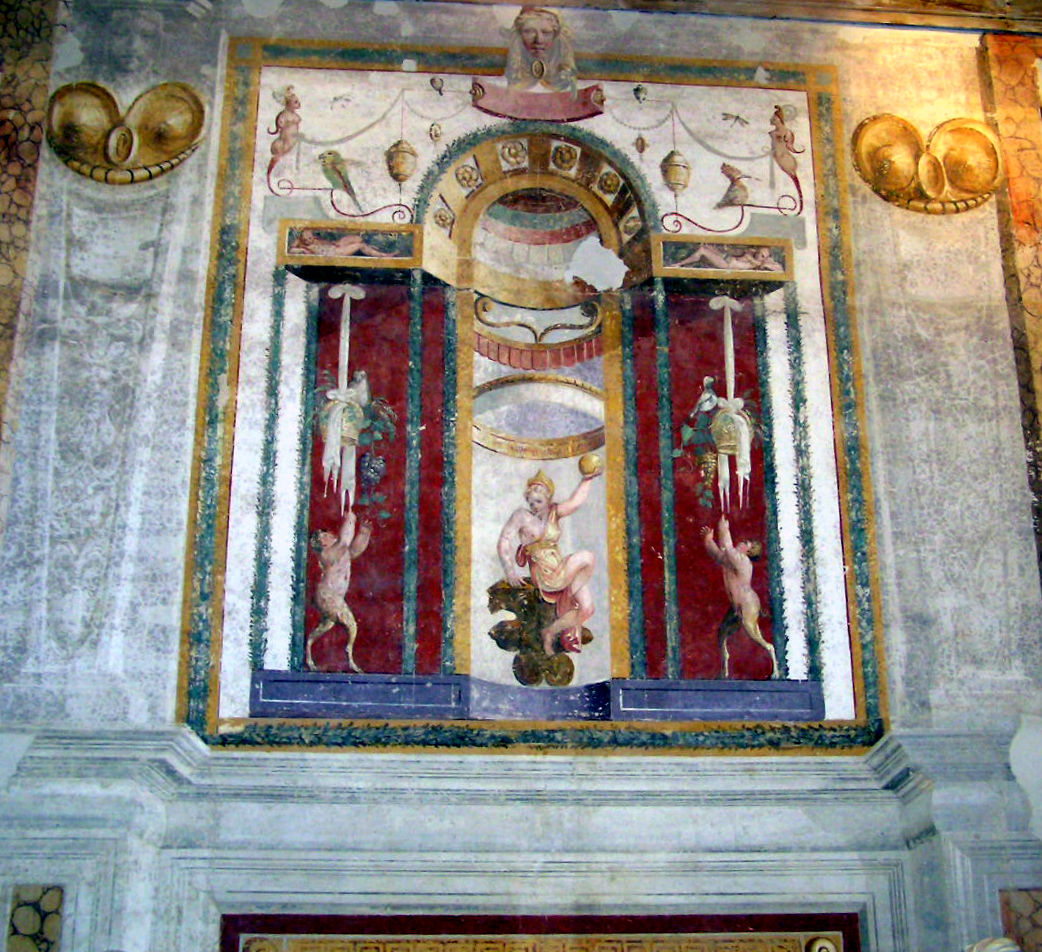
Гротески с фигурами
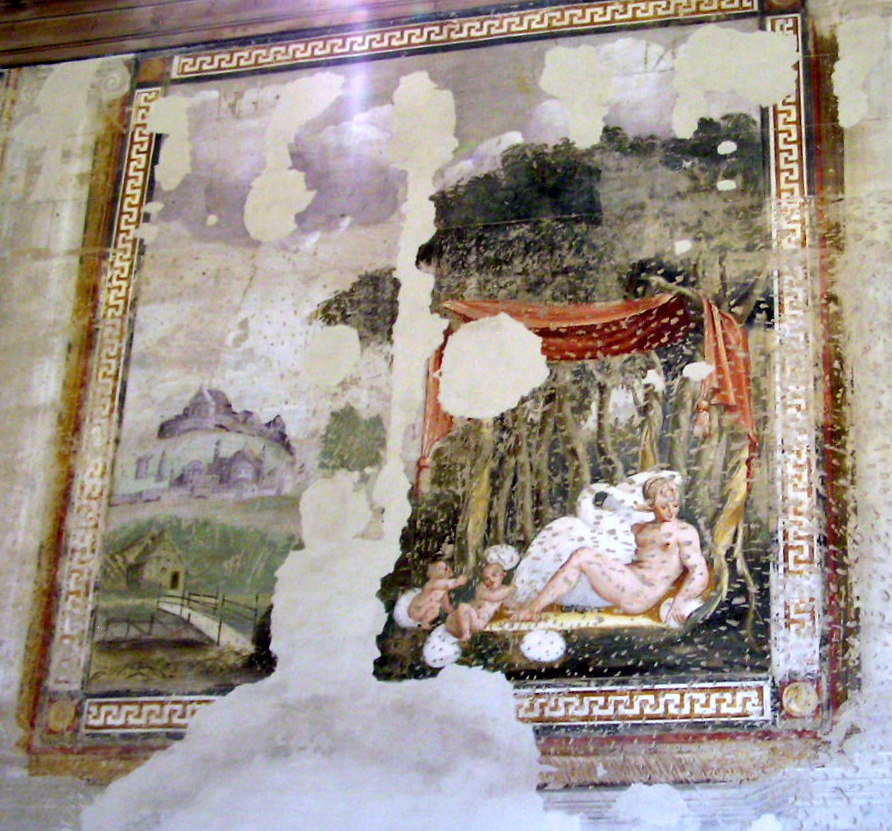
Композиция с нимфой
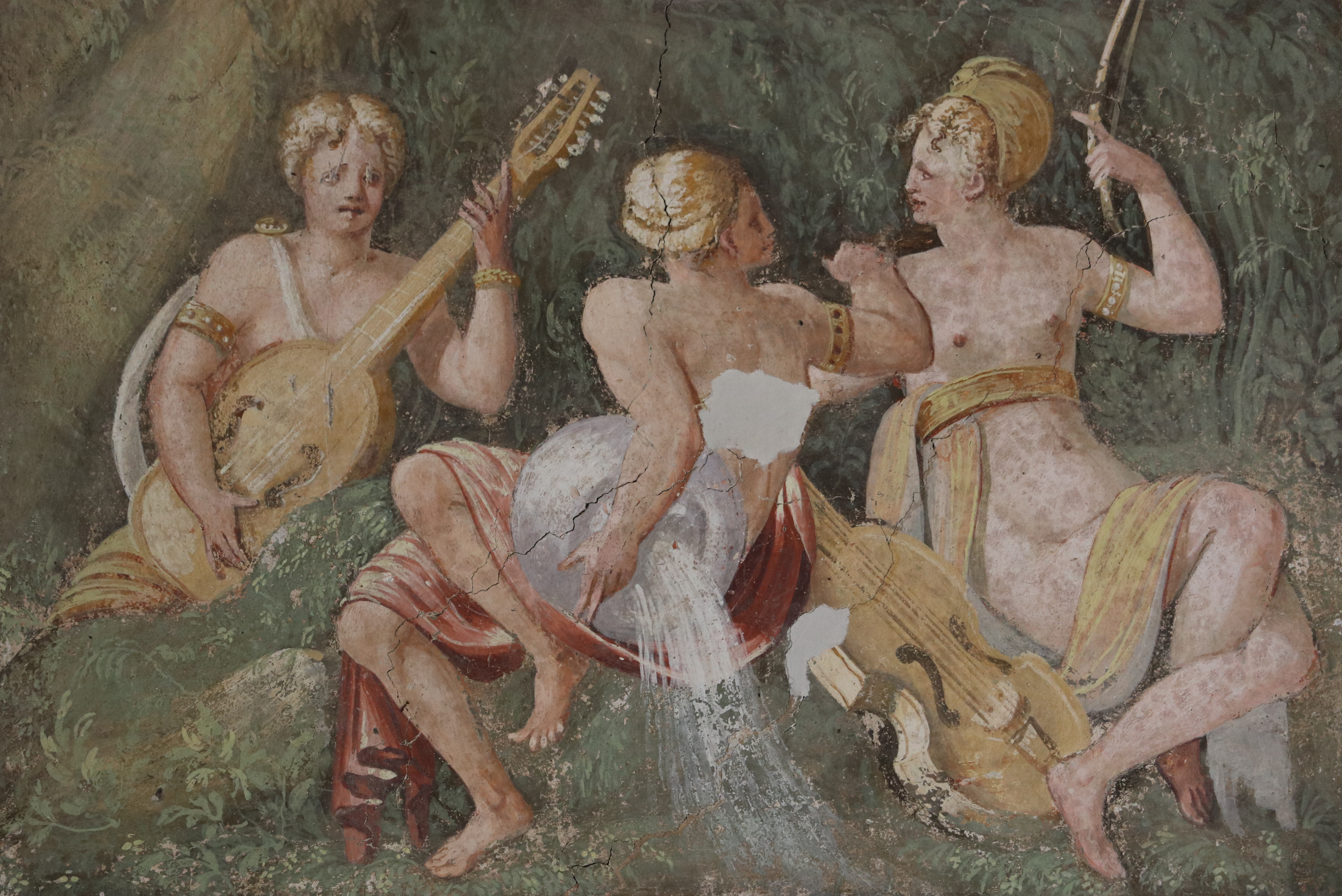
Музицирующие нимфы